# 徐国璟
徐国璟，直隶（今河北）人，是一名清朝政治人物。
徐国璟曾于1740年接替王诏宾任青浦县知县一职，1740年由王理接任。